# Cristobal Hernández
Cristobal Hernández – kubański bokser, srebrny medalista igrzysk panamerykańskich w Buenos Aires z roku 1951.

## Kariera
W marcu 1951 roku Hernández zdobył srebrny medal na pierwszych w historii igrzyskach panamerykańskich. W półfinale kategorii półśredniej Kubańczyk pokonał na punkty reprezentanta Meksyku José Luisa Dávalosa, awansując do finału. W finale przegrał z Oscarem Piettą, oddając walkę walkowerem.